# Política do Lesoto
O Lesoto é um país governado por uma Monarquia constitucional, com dois órgãos legislativos: o Senado e a Assembleia Nacional. No entanto, o rei não tem poderes executivos, nem legislativos.
País marcado por violentos confrontos em 1998, no seguimento de eleições controversas, em 2002 foram de novo realizadas eleições parlamentares, mas de forma pacífica.